# Инцлинген
Инцлинген (њем. Inzlingen) општина је у њемачкој савезној држави Баден-Виртемберг. Једно је од 35 општинских средишта округа Лерах. Према процјени из 2010. у општини је живјело 2.480 становника. Посједује регионалну шифру (AGS) 8336043.

## Географски и демографски подаци
Инцлинген се налази у савезној држави Баден-Виртемберг у округу Лерах. Општина се налази на надморској висини од 314–514 метара. Површина општине износи 9,5 km². У самом мјесту је, према процјени из 2010. године, живјело 2.480 становника. Просјечна густина становништва износи 262 становника/km².